# Striatoppia machadoi
Striatoppia machadoi är en kvalsterart som beskrevs av Balogh 1958. Striatoppia machadoi ingår i släktet Striatoppia och familjen Oppiidae. Inga underarter finns listade i Catalogue of Life.